# Sidney Leslie Ollard
Sidney Leslie Ollard (1875 - 28 de fevereiro de 1949) foi um padre anglicano britânico, que serviu como cónego de Windsor de 1936 a 1948.

## Biografia
Nascido em 1875, ele foi educado no St John's College, Oxford e se formou em BA em 1896, MA em 1899 e D. Litt em 1947. Morreu em 28 de fevereiro de 1949.
Ele foi nomeado:
- Assistant curate, Holy Trinity, Hastings 1899-1902
- Missão da Igreja de Cristo (Oxford), Poplar 1902-1903
- Vice-diretor de St Edmund Hall, Oxford 1903 - 1913
- Reitor de Dunsfold 1914 - 1915
- Reitor de Bainton, Yorkshire 1915 - 1936
- Exmo. Cónego da Catedral de Worcester 1912 - 1935
- Prebendário de Wetwang em York Minster 1935-1936

Ele foi nomeado para a décima primeira bancada da Capela de St George, Castelo de Windsor em 1936, e ocupou a bancada até 1948. Desde o seu início em 1939, ele foi o editor das monografias históricas relacionadas à Capela de São Jorge, Castelo de Windsor.